# Sebastián Vázquez
Sebastián Vázquez, właśc. Sebastián Rodrigo Vázquez Maidana (ur. 4 listopada 1980 w San Ramón) – urugwajski piłkarz, występujący na pozycji napastnika.

## Kariera piłkarska

### Kariera klubowa
Wychowanek klubu Rentistas Montevideo, w którym rozpoczął swoją karierę. Występował również w innych urugwajskich klubach Liverpool Montevideo, Nacional i Estudiantes. W sierpniu 2007 wyjechał do Ukrainy, gdzie został piłkarzem Czornomorca Odessa. Od zimy do lata 2009 występował ponownie w Liverpool Montevideo, ale na zasadach wypożyczenia. W grudniu 2009 opuścił ukraiński klub, aby ponownie grać na wypożyczeniu w izraelskim Beitarze Jerozolima. W lipcu 2010 powrócił do ojczyzny i jako wolny agent podpisał kontrakt z Danubio FC. Na początku 2011 został wypożyczony do chińskiego Hangzhou Greentown. Następnie grał w Cerro Largo i CA Peñarol, a w 2013 wrócił do Rentistas. Następnie grał w Sol de América i Cerro Largo. W 2015 znów trafił do Rentistas.

### Kariera reprezentacyjna
Rozegrał 1 mecz w reprezentacji Urugwaju.

## Sukcesy

### Sukcesy klubowe
- mistrz Urugwaju: 2005, 2005/2006, 2009